# Taça de Portugal 1991/92
Die Taça de Portugal 1991/92 war die 52. Austragung des portugiesischen Pokalwettbewerbs. Er wurde vom portugiesischen Fußballverband ausgetragen. Pokalsieger wurde Boavista Porto, das sich im Finale gegen Titelverteidiger FC Porto durchsetzte. Boavista qualifizierte sich mit dem Sieg für den Europapokal der Pokalsieger 1992/93.
Alle Begegnungen wurden in einem Spiel ausgetragen. Bei unentschiedenem Ausgang wurde zur Ermittlung des Siegers eine Verlängerung gespielt. Stand danach kein Sieger fest, wurde das Spiel wiederholt, eventuell mit Verlängerung und Elfmeterschießen.

## Teilnehmende Teams
| Primeira Divisão (18) | Primeira Divisão (18) | Segunda Divisão de Honra (18) | Segunda Divisão de Honra (18) |
| --- | --- | --- | --- |
| - Benfica Lissabon - SC Beira-Mar - Boavista Porto - Sporting Braga - GD Chaves - GD Estoril Praia - FC Famalicão - SC Farense - Gil Vicente FC | - Marítimo Funchal - FC Paços de Ferreira - FC Penafiel - FC Porto - SC Salgueiros - Sporting Lissabon - Vitória Guimarães - União Madeira - SC União Torreense | - Académica de Coimbra - Académico de Viseu FC - Belenenses Lissabon - Benfica e Castelo Branco - Desportivo Aves - SC Espinho - CF Estrela Amadora - CD Feirense - Leixões SC | - Louletano DC - Nacional Funchal - SC Olhanense - AD Ovarense - Portimonense SC - Rio Ave FC - Vitória Setúbal - FC Tirsense - União Leiria |
| Segunda Divisão B (53) | | | |
| - RD Águeda - FC Alverca - Atlético CP - Amora FC - FC Barreirense - Arsenal Braga - Caldas SC - SC Campomaiorense - SC Covilhã - O Elvas CAD - Ermesinde SC - AD Esposende - CF Esperança Lagos - AD Fafe | - SL Fanhões - CD Fátima - FC Felgueiras - SC Freamunde - Imortal DC - FC Infesta - GD Joane - Juventude Évora - AD Lousada - CD Lousanense - SC Lusitânia - Lusitânia Lourosa - Lusitano GC Évora - Lusitano VRSA | - FC Maia - FC Marco - GD Mealhada - UR Mirense - CA Mirandense - CD Montijo - Moreirense FC - Naval 1º de Maio - Neves FC - UD Oliveirense - FC Oliveira Hospital - USC Paredes - Pedrouços AC | - CDR Quarteirense - SG Sacavenense - AD Sanjoanense - UD Santarém - Silves FC - União Lamas - União Santiago do Cacém - União de Tomar - CD Torres Novas - Varzim SC - Vasco da Gama AC - SC Vila Real - FC Vizela |
| Terceira Divisão (108) | | | |
| - SC Alba - GC Alcobaça - AD Ala-Arriba - CD Alcains - AC Alcacerense - AC Alcanenense - AC Alijoense - Amarante FC - Anadia FC - SC Mineiro Aljustrelense - SR Almancilense - Almada AC - FC Amares - GD Argus - AA Avanca - FC Avintes - GD da Quimigal Barreiro - CD Beja - GD Benavente - Associação Beneditense CD - CF Benfica - GD Bragança - CSD Câmara de Lobos - Caçadores Taipas - AC Cacém - AD Camacha - SL Cartaxo | - SC Castêlo da Maia - AD Castelo de Vide - CRP Delães - CD Estarreja - SC Estela Portalegre - SC Ferreirense - Fiães SC - GD Foz Côa - AD Guarda - CD Gouveia - Recreativo Grandolense - GD Lagoa - CD Operário - UD Lanheses - Leça FC - SC Leiria e Marrazes - FC Lixa - GS Loures - SC Lourinhanense - Lusitano FC Vildemoinhos - CA Macedo de Cavaleiros - AD Machico - AC Malveira - GD Mangualde - SC Maria da Fonte - CF Marialvas - AC Marinhense | - Merelinense FC - SC Mirandela - FC Mogadourense - Desportivo de Monção - Mortágua FC - Moura AC - Águias Musgueira - SL Nelas - CD Olivais e Moscavide - Odivelas FC - Oliveira do Bairro SC - ARC Oliveirinha - Clube Oriental de Lisboa - Juventude Pedras Salgadas - SC Penalva Castelo - GD Peniche - Sporting Pombal - CD Portalegrense - Portimonense SC - CD Portosantense - SC Praiense - ADC Proença-a-Nova - Rebordosa AC - SC Régua - Atlético Reguengos - SC Rio Tinto - AC Salir | - Santa Maria FC - GD Samora Correia - SC Dragões Sandinenses - ADC Sanguedo - CD Santa Clara - GD Santacombadense - AR São Martinho - AD São Pedro da Cova - UD Seia - FC Seixal - Sertanense FC - GD Sourense - Sport União Sintrense - Leões Tavira - GD Torre Moncorvo - CD Trofense - União de Almeirim - União de Coimbra - União de Montemor - CA Valdevez - UD Valonguense - GD Valpaços - SC Vianense - Vieira SC - UD Vilafranquense - SC Vila Pouca - Viseu FC |
| Distrikte (22) | | | |
| - AR Alfandeguense - GD Alvaiázere - Atlético Angústias - União Futebol Comércio e Indústria - SC Coimbrões - Eléctrico Ponte de Sor | - Ginásio Clube Figueirense - SC Lamego - UD Lorvanense - CDR Massimá - GD Pego - ADC Santa Marta Penaguião | - FC Pinheirense - Redondense FC - UDR Sambrasense - ACD São Vicente - Vitória Sernache | - FC Serpa - SC Valenciano - CF Vasco da Gama - GD Velense - Vilaverdense FC |

## 1. Runde
Teilnehmer waren die 108 Vereine aus der Terceira Divisão und 22 Vereine der Distriktverbände.
|                                    | Ergebnis  |                           |
| ---------------------------------- | --------- | ------------------------- |
| AC Alcanenense                     | 4:0       | AD Castelo de Vide        |
| Associação Beneditense CD          | 2:1       | CD Alcains                |
| UD Lorvanense                      | 3:2       | CF Marialvas              |
| AC Cacém                           | 3:1       | GD Benavente              |
| AC Malveira                        | 3:2       | SC Ferreirense            |
| AC Salir                           | 1:0       | FC Serpa                  |
| AC Marinhense                      | 4:0       | Ginásio Clube Figueirense |
| União Futebol Comércio e Indústria | 1:0       | CD Portosantense          |
| UD Vilafranquense                  | 0:0 n. V. | Redondense FC             |
| SC Mineiro Aljustrelense           | 3:0       | Atlético Reguengos        |
| SC Vila Pouca                      | 3:0       | Caçadores Taipas          |
| FC Seixal                          | 2:0       | Atlético Angústias        |
| Sertanense FC                      | 4:0       | AA Avanca                 |
| UD Valonguense                     | 3:1       | UD Lanheses               |
| SR Almancilense                    | 2:0       | AD Machico                |
| AD Ala-Arriba                      | 2:0       | GC Alcobaça               |
| AD Camacha                         | 3:1       | GD Samora Correia         |
| CD Gouveia                         | 1:0       | SC Leiria e Marrazes      |
| CD Estarreja                       | 2:0       | Vitória Sernache          |
| CD Olivais e Moscavide             | 3:0       | CF Vasco da Gama          |
| CD Trofense                        | 3:2       | SC Dragões Sandinenses    |
| União de Coimbra                   | 4:0       | GD Alvaiázere             |
| Recreativo Grandolense             | 3:2       | UDR Sambrasense           |
| AR São Martinho                    | 7:0       | AR Alfandeguense          |
| Anadia FC                          | 3:1       | ADC Proença-a-Nova        |
| AD Portomosense                    | 2:1       | CDR Massamá               |
| AD Guarda                          | 4:3       | GD Santacombadense        |
| AD São Pedro da Cova               | 1:0       | SC Coimbrões              |
| Águias Musgueira                   | 3:1       | SL Cartaxo                |
| Amarante FC                        | 1:0       | SC Mirandela              |
| Almada AC                          | 1:0       | GD Lagoa                  |
| SC Praiense                        | 3:0       | GD Velense                |
| Sporting Pombal                    | 1:0       | Viseu FC                  |
| GD Mangualde                       | 2:0       | GD Pego                   |
| GD Bragança                        | 2:2 n. V. | GD Foz Côa                |
| GD Peniche                         | 3:0       | Lusitano FC Vildemoinhos  |
| CD Portalegrense                   | 4:1       | SC Alba                   |
| GS Loures                          | 1:0       | AC Alcacerense            |
| GD Torre Moncorvo                  | 2:0       | SC Valenciano             |
| Fiães SC                           | 2:1       | AC Alijoense              |
| FC Mogadourense                    | 0:0 n. V. | Desportivo de Monção      |
| Eléctrico Ponte de Sor             | 2:1       | UD Seia                   |
| CRP Delães                         | 0:0 n. V. | ADC Santa Marta Penaguião |
| FC Amares                          | 3:0       | CA Valdevez               |
| FC Avintes                         | 3:1       | Juventude Pedras Salgadas |
| FC Lixa                            | 1:0       | SC Vianense               |
| Leça FC                            | 1:0       | GD Valpaços               |
| União de Montemor                  | 6:0       | ACD São Vicente           |
| SC Estela Portalegre               | 3:0       | SC Penalva Castelo        |
| SC Castêlo da Maia                 | 3:1       | CA Macedo de Cavaleiros   |
| SC Lamego                          | 1:0       | Vieira SC                 |
| SC Lourinhanense                   | 1:0       | ARC Oliveirinha           |
| SC Maria da Fonte                  | 1:1 n. V. | Vilaverdense FC           |
| Rebordosa AC                       | 3:0       | Merelinense FC            |
| Santa Maria FC                     | 1:0       | ADC Sanguedo              |
| Moura AC                           | 1:0       | CD Beja                   |
| Leões Tavira                       | 3:1       | União de Almeirim         |
| Clube Oriental de Lisboa           | 2:1       | GD da Quimigal Barreiro   |
| Odivelas FC                        | 2:0       | Sport União Sintrense     |
| Oliveira do Bairro SC              | 2:1       | FC Pinheirense            |
| CD Operário                        | 1:0       | CF Benfica                |
| SC Rio Tinto                       | 3:1       | SC Régua                  |
| CD Santa Clara                     | 3:1       | CSD Câmara de Lobos       |
| GD Argus                           | 2:1       | Mortágua FC               |
| GD Sourense                        | 2:0       | SL Nelas                  |

### Wiederholungsspiele
|                           | Ergebnis |                   |
| ------------------------- | -------- | ----------------- |
| Redondense FC             | 3:4      | UD Vilafranquense |
| Vilaverdense FC           | 2:4      | SC Maria da Fonte |
| GD Foz Côa                | 1:2      | GD Bragança       |
| Desportivo de Monção      | 1:5      | FC Mogadourense   |
| ADC Santa Marta Penaguião | 0:6      | CRP Delães        |

## 2. Runde
Zu den 65 qualifizierten Teams aus der 1. Runde kamen 53 Vereine aus der drittklassigen Segunda Divisão B hinzu.

Freilos: UD Lorvanense
|                          | Ergebnis  |                                    |
| ------------------------ | --------- | ---------------------------------- |
| CD Olivais e Moscavide   | 1:0       | SC Estela Portalegre               |
| CD Montijo               | 1:0       | AR São Martinho                    |
| CD Torres Novas          | 8:0       | Eléctrico Ponte de Sor             |
| CD Trofense              | 0:0 n. V. | GD Mangualde                       |
| União Lamas              | 4:0       | GD Sourense                        |
| União de Coimbra         | 0:0 n. V. | ACD São Vicente                    |
| CD Lousanense            | 1:0       | Associação Beneditense CD          |
| Caldas SC                | 1:0       | Moura AC                           |
| AD Lousada               | 1:0       | GS Loures                          |
| AD Esposende             | 8:1       | Águias Musgueira                   |
| AD São Pedro da Cova     | 3:1       | UD Valonguense                     |
| Amarante FC              | 2:1       | CD Fátima                          |
| Arsenal Braga            | 2:1       | Atlético CP                        |
| CRP Delães               | 0:0 n. V. | SC Lusitânia                       |
| O Elvas CAD              | 2:1       | Ermesinde SC                       |
| Fiães SC                 | 2:1       | CD Operário                        |
| FC Oliveira Hospital     | 3:1       | Almada AC                          |
| GD Joane                 | 4:1       | SC Lamego                          |
| CD Portalegrense         | 1:0       | FC Maia                            |
| Leça FC                  | 1:1 n. V. | Anadia FC                          |
| Juventude Évora          | 1:0       | CDR Quarteirense                   |
| FC Mogadourense          | 3:1       | AD Portomosense                    |
| FC Marco                 | 1:1 n. V. | FC Infesta                         |
| FC Amares                | 2:2 n. V. | Imortal DC                         |
| FC Alverca               | 3:0       | Odivelas FC                        |
| FC Avintes               | 3:2       | GD Bragança                        |
| FC Barreirense           | 3:1       | CD Santa Clara                     |
| FC Felgueiras            | 6:0       | Recreativo Grandolense             |
| AD Ala-Arriba            | 1:0       | GD Peniche                         |
| AC Marinhense            | 1:0       | AC Salir                           |
| SC Castêlo da Maia       | 1:0       | Leões Tavira                       |
| SC Campomaiorense        | 3:2       | AD Fafe                            |
| SC Covilhã               | 2:1       | AD Guarda                          |
| SC Freamunde             | 2:0       | RD Águeda                          |
| SC Lourinhanense         | 2:0       | SL Fanhões                         |
| Santa Maria FC           | 1:1 n. V. | CD Estarreja                       |
| Clube Oriental de Lisboa | 3:1       | FC Lixa                            |
| Lusitano GC Évora        | 3:2       | GD Argus                           |
| Lusitânia Lourosa        | 2:0       | SC Maria da Fonte                  |
| Moreirense FC            | 3:1       | Amora FC                           |
| Neves FC                 | 1:0       | Naval 1º de Maio                   |
| Oliveira do Bairro SC    | 3:1       | AD Camacha                         |
| Sporting Pombal          | 2:0       | SC Praiense                        |
| SC Rio Tinto             | 4:2       | CD Gouveia                         |
| União de Tomar           | 1:0       | CF Esperança Lagos                 |
| UD Santarém              | 2:1       | Vasco da Gama AC                   |
| UR Mirense               | 5:0       | GD Torre Moncorvo                  |
| Varzim SC                | 2:0       | Rebordosa AC                       |
| AC Cacém                 | 2:1       | AC Alcanenense                     |
| UD Oliveirense           | 1:0       | AD Sanjoanense                     |
| SR Almancilense          | 1:0       | Lusitano VRSA                      |
| SC Vila Real             | 1:0       | CA Mirandense                      |
| SC Vila Pouca            | 1:0       | Pedrouços AC                       |
| SC Mineiro Aljustrelense | 2:0       | AC Malveira                        |
| FC Seixal                | 2:0       | União Santiago do Cacém            |
| SG Sacavenense           | 2:1       | USC Paredes                        |
| Sertanense FC            | 2:1       | União de Montemor                  |
| GD Mealhada              | 1:0       | União Futebol Comércio e Indústria |
| UD Vilafranquense        | 0:1       | FC Vizela                          |

### Wiederholungsspiele
|                 | Ergebnis |                  |
| --------------- | -------- | ---------------- |
| FC Infesta      | 0:1      | FC Marco         |
| Anadia FC       | 2:3      | Leça FC          |
| Imortal DC      | 0:2      | FC Amares        |
| SC Lusitânia    | 0:1      | CRP Delães       |
| GD Mangualde    | 1:2      | CD Trofense      |
| ACD São Vicente | 0:1      | União de Coimbra |
| CD Estarreja    | 0:1      | Santa Maria FC   |

## 3. Runde
Qualifiziert waren die 60 Teams aus der 2. Runde und die 18 Vereine aus der zweitklassigen Segunda Divisão de Honra. Die Spiele fanden am 17. November 1991 statt.
|                          | Ergebnis  |                          |
| ------------------------ | --------- | ------------------------ |
| Portimonense SC          | 2:1       | CRP Delães               |
| Rio Ave FC               | 0:0 n. V. | GD Mealhada              |
| Santa Maria FC           | 1:0       | SC Mineiro Aljustrelense |
| Moreirense FC            | 1:0       | FC Tirsense              |
| Lusitano GC Évora        | 8:2       | FC Mogadourense          |
| CD Feirense              | 1:1 n. V. | Leixões SC               |
| Louletano DC             | 2:1       | FC Amares                |
| Lusitânia Lourosa        | 3:1       | Oliveira do Bairro SC    |
| SC Espinho               | 0:0 n. V. | União de Tomar           |
| SC Freamunde             | 2:1       | Sertanense FC            |
| UD Oliveirense           | 3:2       | SC Campomaiorense        |
| UR Mirense               | 5:1       | Amarante FC              |
| Vitória Setúbal          | 3:0       | FC Vizela                |
| União Leiria             | 3:1       | Neves FC                 |
| SR Almancilense          | 1:0       | SC Rio Tinto             |
| SC Olhanense             | 2:0       | SG Sacavenense           |
| SC Vila Real             | 2:0       | Caldas SC                |
| FC Seixal                | 3:2       | Fiães SC                 |
| Leça FC                  | 2:2 n. V. | SC Covilhã               |
| Juventude Évora          | 2:1       | UD Santarém              |
| Benfica e Castelo Branco | 1:0       | SC Vila Pouca            |
| Académico de Viseu FC    | 1:0       | AD Esposende             |
| Desportivo Aves          | 2:1       | CD Lousanense            |
| Arsenal Braga            | 2:0       | CD Portalegrense         |
| AD São Pedro da Cova     | 2:0       | Clube Oriental de Lisboa |
| Académica de Coimbra     | 1:0       | Varzim SC                |
| AD Ala-Arriba            | 4:0       | FC Oliveira Hospital     |
| AD Lousada               | 1:0       | CD Trofense              |
| CD Montijo               | 4:1       | SC Lourinhanense         |
| Nacional Funchal         | 3:1       | FC Barreirense           |
| FC Alverca               | 4:1       | UD Lorvanense            |
| FC Felgueiras            | 1:0       | AD Ovarense              |
| GD Joane                 | 1:0       | FC Marco                 |
| União Lamas              | 2:0       | Sporting Pombal          |
| CF Estrela Amadora       | 1:0       | União de Coimbra         |
| CD Olivais e Moscavide   | 2:1       | FC Avintes               |
| CD Torres Novas          | 3:2       | AC Cacém                 |
| Belenenses Lissabon      | 1:0       | O Elvas CAD              |
| AC Marinhense            | 2:0       | SC Castêlo da Maia       |

### Wiederholungsspiele
|                | Ergebnis |            |
| -------------- | -------- | ---------- |
| União de Tomar | 1:2      | SC Espinho |
| GD Mealhada    | 0:7      | Rio Ave FC |
| CD Feirense    | 0:2      | Leixões SC |
| SC Covilhã     | 1:3      | Leça FC    |

## 4. Runde
Zu den 39 qualifizierten Teams aus der 3. Runde kamen die 18 Vereine der Primera Divisão hinzu. Die Spiele fanden am 15. Dezember 1991 statt.

Freilos: SC Freamunde
|                          | Ergebnis  |                        |
| ------------------------ | --------- | ---------------------- |
| Santa Maria FC           | 1:0       | Lusitano GC Évora      |
| Sporting Braga           | 3:1       | Desportivo Aves        |
| Rio Ave FC               | 3:1       | CF Estrela Amadora     |
| Louletano DC             | 4:1       | AD São Pedro da Cova   |
| Leça FC                  | 3:0       | UD Oliveirense         |
| Leixões SC               | 3:1       | AD Lousada             |
| SC Espinho               | 3:1       | União Leiria           |
| SC Farense               | 4:0       | Arsenal Braga          |
| Vitória Setúbal          | 3:0       | UR Mirense             |
| Vitória Guimarães        | 2:0       | Académico de Viseu FC  |
| Marítimo Funchal         | 1:2 n. V. | Sporting Lissabon      |
| Benfica Lissabon         | 2:0       | FC Alverca             |
| SC União Torreense       | 5:0       | Portimonense SC        |
| Gil Vicente FC           | 3:2       | GD Estoril Praia       |
| SC Vila Real             | 0:4       | FC Porto               |
| CD Torres Novas          | 2:2 n. V. | Juventude Évora        |
| Boavista Porto           | 2:0       | Lusitânia Lourosa      |
| Benfica e Castelo Branco | 1:0       | Nacional Funchal       |
| AD Ala-Arriba            | 3:1       | SR Almancilense        |
| Belenenses Lissabon      | 2:0       | FC Seixal              |
| União Lamas              | 2:0       | GD Joane               |
| FC Penafiel              | 3:1       | CD Olivais e Moscavide |
| FC Paços de Ferreira     | 2:1       | SC Olhanense           |
| FC Felgueiras            | 0:0 n. V. | SC Salgueiros          |
| União Madeira            | 1:0       | Moreirense FC          |
| FC Famalicão             | 1:0       | AC Marinhense          |
| CD Montijo               | 1:2       | SC Beira-Mar           |
| GD Chaves                | 1:0       | Académica de Coimbra   |

### Wiederholungsspiel
|                 | Ergebnis |                 |
| --------------- | -------- | --------------- |
| Juventude Évora | 0:2      | CD Torres Novas |
| SC Salgueiros   | 1:4      | FC Felgueiras   |

## 5. Runde
Qualifiziert waren die 29 Sieger der 4. Runde. Die Spiele fanden am 12. und 22. Januar 1992 statt.

Freilos: Sporting Lissabon
|                     | Ergebnis  |                          |
| ------------------- | --------- | ------------------------ |
| Santa Maria FC      | 1:1 n. V. | Sporting Braga           |
| SC Beira-Mar        | 0:0 n. V. | SC Farense               |
| SC Espinho          | 2:0       | Vitória Guimarães        |
| SC Freamunde        | 1:0       | Rio Ave FC               |
| Vitória Setúbal     | 0:0 n. V. | Benfica Lissabon         |
| SC União Torreense  | 1:0       | Benfica e Castelo Branco |
| Leixões SC          | 4:1       | AD Ala-Arriba            |
| Gil Vicente FC      | 1:0       | FC Felgueiras            |
| FC Famalicão        | 7:0       | CD Torres Novas          |
| Boavista Porto      | 3:1       | União Madeira            |
| Belenenses Lissabon | 1:1 n. V. | FC Paços de Ferreira     |
| FC Penafiel         | 2:1       | Leça FC                  |
| GD Chaves           | 2:0       | União Lamas              |
| Louletano DC        | 2:2 n. V. | FC Porto                 |

### Wiederholungsspiele
|                      | Ergebnis              |                     |
| -------------------- | --------------------- | ------------------- |
| Benfica Lissabon     | 4:1                   | Vitória Setúbal     |
| Sporting Braga       | 2:0 n. V.             | Santa Maria FC      |
| FC Porto             | 2:1 n. V.             | Louletano DC        |
| FC Paços de Ferreira | 3:3 n. V. (5:4 i. E.) | Belenenses Lissabon |
| SC Farense           | 1:2                   | SC Beira-Mar        |

## Achtelfinale
Qualifiziert waren die 15 Sieger der 5. Runde. Die Spiele fanden am 19. Februar und 3. März 1992 statt.

Freilos: Leixões SC
|                   | Ergebnis  |                      |
| ----------------- | --------- | -------------------- |
| FC Famalicão      | 0:1 n. V. | Benfica Lissabon     |
| SC Espinho        | 0:0 n. V. | GD Chaves            |
| Sporting Braga    | 1:0       | SC Beira-Mar         |
| Gil Vicente FC    | 1:1 n. V. | FC Paços de Ferreira |
| FC Penafiel       | 2:1       | SC União Torreense   |
| Sporting Lissabon | 0:1       | FC Porto             |
| Boavista Porto    | 3:0       | SC Freamunde         |

### Wiederholungsspiel
|                      | Ergebnis              |                |
| -------------------- | --------------------- | -------------- |
| GD Chaves            | 1:1 n. V. (4:5 i. E.) | SC Espinho     |
| FC Paços de Ferreira | 1:2                   | Gil Vicente FC |

## Viertelfinale
Die Spiele fanden am 29. März und 22. April 1992 statt.
|                  | Ergebnis |                |
| ---------------- | -------- | -------------- |
| Benfica Lissabon | 6:0      | SC Espinho     |
| Leixões SC       | 1:0      | FC Penafiel    |
| FC Porto         | 2:0      | Sporting Braga |
| Gil Vicente FC   | 0:1      | Boavista Porto |

## Halbfinale
Die Spiele fanden am 22. April und 7. Mai 1992 statt.
|                  | Ergebnis |                |
| ---------------- | -------- | -------------- |
| Benfica Lissabon | 1:2      | Boavista Porto |
| Leixões SC       | 0:2      | FC Porto       |

## Finale
| Paarung        | Boavista Porto – FC Porto |
| Ergebnis       | 2:1 (1:0) |
| Datum          | 24. Mai 1992 um 17:00 Uhr |
| Stadion        | Estádio Nacional, Oeiras |
| Schiedsrichter | Veiga Trigo |
| Tore           | 1:0 Marlon Brandão (33.) 1:1 Jaime Magalhães (52.) 2:1 Ricky (55.) |
| Boavista Porto | Alfredo – Paulo Sousa, Samuel Quina, Pedro Barny, Fernando Mendes – Rui Casaca , José Tavares, Bobó Djalo – João Pinto (82. Nelo), Ricky, Marlon Brandão (67. António Nogueira) Cheftrainer: Manuel José                               |
| FC Porto       | Vítor Baía – João Pinto , Aloísio, Fernando Couto, Paulo Pereira (66. Lubomír Vlk) – Rui Filipe, António André (46. José Semedo), Jaime Magalhães, Ion Timofte – Emil Kostadinow, Domingos Paciência Cheftrainer: Carlos Alberto Silva |